# 神谷そら
神谷 そら（かみや そら、2003年4月18日 - ）は、日本の女性プロゴルファー。所属は郵船ロジスティクス。

## 経歴・人物
岐阜県土岐市出身。土岐市立土岐津小学校、土岐市立土岐津中学校を経て麗澤瑞浪高等学校卒業。
6歳の時からゴルフを始め、小学校5年次で「第8回全国小学生ゴルフトーナメント」決勝大会に出場。小学校6年次の2015年には「岐阜県小学生ゴルフ選手権」で優勝し、この年の「第9回全国小学生ゴルフ大会 女子の部」では11位となった。
中学校進学後は2017年度「全国中学校ゴルフ選手権春季大会」にて梶谷翼、川﨑春花、尾関彩美悠らを抑えて優勝を果たす。また「全日本女子アマチュアゴルファーズ選手権」でも優勝を果たしている。
麗澤瑞浪高等学校進学後は2021年の「中部女子アマチュアゴルフ選手権」に優勝。また2019年度日本ゴルフ協会ナショナルチームのメンバーに選出され、アジア太平洋ゴルフ連盟主催大会の「APGC Junior Championship Mitsubishi Corporation Cup 2019」に、日本代表として梶谷翼、佐久間朱莉とチームを組んで団体戦を戦い、個人戦にも出場した。
アマチュアでの実績を重ね、2021年の高校3年の秋に日本女子プロゴルフ協会（JLPGA）プロテストに挑戦したが、最終テストで40位タイと崩れてしまい不合格となった。一年の雌伏の後に挑んだ2022年の2度目のJLPGAプロテストでは堂々の1位で合格を勝ち取り、プロフェッショナルゴルファーとなった。また2023年のツアー出場権を賭けたクオリファイングトーナメントではプロテスト1位合格だったためファイナルステージのみに出場出来、その結果7位に入線して2023年ツアーでは前半戦リランキング査定までの全試合に出場出来る権利を獲た。
2023年JLPGAツアーでは開幕戦から出場するも予選落ち4試合と思うような結果が出なかったが、4月下旬のツアーデビュー8戦目となった「フジサンケイレディスクラシック」（川奈ホテルゴルフコース）にて最終日首位からスタートし、世界屈指の難コースたる川奈の罠に苦しめられながらも我慢のゴルフを展開、追ってくる岩井千怜、安田祐香らを抑えて通算4アンダーでプロ初勝利を挙げた。
プロ入り当初は所属先未定のフリーランス選手だったが、プロ初勝利を挙げた後の2023年5月25日に日本郵船グループの傘下企業である郵船ロジスティクスと所属契約を締結。これ以後は同社所属選手として活動している。
2023年9月の「日本女子プロゴルフ選手権大会」に於いて、最終日2打差の3位でスタートして最終組で共に回った小祝さくら、西郷真央との競り合いを制してこの日4アンダーを出し通算12アンダーで2勝目を挙げた。20歳145日での同大会優勝は2022年の川﨑春花、2014年の鈴木愛に次いで大会史上3位の年少優勝となった。
2025年5月の「Sky RKBレディスクラシック」に於いて、最終日首位タイでスタートし、首位金澤志奈と4打差で迎えた15番ホールから怒涛の3連続バーディーを決めて1打差で迎えた18番でイーグルを決め、通算14アンダーの逆転で1年8ヶ月ぶりのツアー3勝目を挙げた。

## トーナメント成績
太字は公式戦

### ツアー優勝

#### JLPGAツアー (3)
| 勝数         |
| メジャー (1) |
| ツアー (2)   |

| No. | Date             | Tournament                     | スコア                 | 2位との差 | 2位（タイ）                |
| --- | ---------------- | ------------------------------ | ---------------------- | --------- | -------------------------- |
| 1   | 2023年4月21-23日 | フジサンケイレディスクラシック | −4（68-68-73=209）     | 1打差     | 荒川怜郁 安田祐香 岩井千怜 |
| 2   | 2023年9月7-10日  | 日本女子プロゴルフ選手権大会   | −12（72-66-70-68=276） | 1打差     | 小祝さくら                 |
| 3   | 2025年5月16-18日 | Sky RKBレディスクラシック      | −14（70-65-67=202）    | 1打差     | 金澤志奈 小祝さくら        |